# Religioznost
Religióznost je sociološki pojem. V širši obravnavi se nanaša na pokazatelje verovanj (v boga oziroma božanstva, posmrtno življenje itd.), vpliva na vsakdanje življenje, verske dejavnosti (obredi) ter celovit pogled na svet (svetovni nazor).
Nekatere sociološke oziroma humanistične študije se osredotočajo na posamezne vidike religioznosti, kot so stopnja udeležbe pri obredih (pogostost), čaščenje znamenj, sprejemanje doktrin.
Religioznosti osebe ali populacije ni možno zajeti v en pokazatelj, še najmanj za koristne med populacijske primerjave. Gallup, ameriško podjetje za raziskavo javnega mnenja, uporablja kot eno izmed meril samooceno na osnovi odgovorov na vprašanje: »Ne glede na to, ali obiskujete verske objekte,ali bi zase rekli da ste verni, ne verni ali prepričan ateist?«